# Hệ thống thời gian thực
Trong lĩnh vực công nghệ thông tin, người ta nói về hệ thống thông tin thời gian thực là khi hệ thống đó điều khiển một vật thể vật lý với một tốc độ phù hợp với sự tiến triển của tiến trình chủ.
Một ví dụ dễ hiểu (hệ thống thông tin điều khiển màn hình hiển thị giờ chính xác của các tàu điện ngầm sẽ đến và đi tại một ga nhất định).
Hệ thống thông tin thời gian thực khác với những hệ thống thông tin khác bởi sự gò bó về thời gian, do đó, việc tuân thủ các nguyên tắc cũng quan trọng như độ chính xác của kết quả, nói một cách khác, hệ thống không chỉ đơn giản là đưa ra kết quả chính xác mà nó còn phải thực hiện một xử lý trong một thời gian rất ngắn.
Hệ thống thông tin thời gian thực ngày nay được ứng dụng trong rất nhiều lĩnh vực như: trong ngành công nghiệp sản xuất, kiểm soát tiến trình (trong nhà máy, hay trong viện hạt nhân, trong hệ thống hàng không, thông qua các hệ thống dẫn đường tích hợp trên máy bay và vệ tinh).
Sự phát triển của hệ thống thông tin thời gian thực yêu cầu mỗi phần tử của hệ thống phải ở thời gian thực, và một hệ thống được thiết kế theo cách như vậy được gọi là hệ điều hành thời gian thực.

## Đặc thù
Để đảm bảo tuân thủ đúng sự giới hạn về thời gian, hệ thống cần phải:
- Có những dịch vụ khác nhau và những thuật toán có thể xử lý trong khoảng thời gian hạn chế. Một hệ điều hành thời gian thực phải được thiết kế làm sao cho các dịch vụ của nó có thể truy cập vào phần cứng với một khoảng thời gian ngắn nhất.
- Có những kết hợp thích hợp để đảm bảo cho những xử lý của mọi thành phần không vượt quá thời gian cho phép.

## Nhiệm vụ
Một nhiệm vụ được đặc trưng bởi khoảng thời gian tính toán (Ci), một kỳ hạn (Di) là khoảng thời gian tối đa cho một nhiệm vụ (Task), và trong trường hợp có những nhiệm vụ thực hiện theo chu kỳ trong khoảng thời gian (Ti), nó được thể hiện bằng khoảng thời gian giữa những lần kích hoạt, sự thực thi một nhiệm vụ gọi là kích hoạt.

## Một vài ví dụ về hệ điều hành thời gian thực
- Adeos
- ART Linux
- ChorusOS
- eCos
- ELinOS
- FreeRTOS
- iRmx
- ITRON
- Linux
- LynxOS
- MicroC/OS-II
- Nucleus
- OS-9
- OSE
- OSEK/VDX
- pSOS
- PikeOS
- QNX
- RedHawk
- RSX-11
- VxWorks
- Windows CE
- Xenomai